# Vallonia enniensis
Vallonia enniensis es una especie de molusco gasterópodo de la familia Valloniidae en el orden de los Stylommatophora.

## Distribución geográfica
Se encuentra en Austria, Bélgica, República Checa, Francia, Alemania Grecia Hungría, Italia Polonia Rumania, Rusia, Eslovaquia, España, Suiza y Ucrania.